# Europese kampioenschappen kunstschaatsen 1933
De Europese Kampioenschappen kunstschaatsen 1933 was de 32e editie voor de mannen en de vierde editie voor de vrouwen en paren van het jaarlijks evenement dat georganiseerd wordt door de Internationale Schaatsunie (ISU).
Alle drie de kampioenschappen vonden voor de tweede keer plaats in één gaststad. Plaats van handeling was de Britse hoofdstad Londen. Het waren de eerste EK kampioenschappen kunstrijden die in het Verenigd Koninkrijk werden gehouden.

## Historie
De Duitse en Oostenrijkse schaatsbond, verenigd in de "Deutscher und Österreichischer Eislaufverband", organiseerden zowel het eerste EK Schaatsen voor mannen als het eerste EK Kunstschaatsen voor mannen in 1891 in Hamburg, in toen nog het Duitse Keizerrijk, nog voor het ISU in 1892 werd opgericht. De internationale schaatsbond nam in 1892 de organisatie van het EK kunstschaatsen over. In 1895 werd besloten voortaan het WK kunstschaatsen te organiseren en kwam het EK te vervallen. In 1898, na twee jaar onderbreking, vond toch weer een herstart plaats van het EK kunstschaatsen.
De vrouwen en paren zouden vanaf 1930 jaarlijks om de Europese titel strijden. De ijsdansers streden vanaf 1954 om de Europese titel in het kunstschaatsen.

## Deelname
Er namen deelnemers uit zeven landen deel aan deze kampioenschappen. Zij vulden 21 startplaatsen in de drie disciplines in. Denemarken was het veertiende land dat op de EK kunstschaatsen werd vertegenwoordigd, Esther Bornstein nam deel in het vrouwentoernooi.
Voor België kwam Yvonne de Ligne-Geurts voor de vierde keer uit in het vrouwentoernooi.
(Tussen haakjes het totale aantal startplaatsen over de disciplines.)
| Oostenrijk (8) Verenigd Koninkrijk (8) België (1) Denemarken (1) | Duitsland (1) Frankrijk (1) Noorwegen (1) |

## Medaille verdeling
Voor het eerst bij het EK kunstschaatsen was het erepodium een kopie van het jaar ervoor. Bij de mannen veroverde Karl Schäfer zijn vijfde Europese titel oprij. Het was zijn zevende medaille, in 1927 werd hij derde en 1928 werd hij tweede. Voor Ernst Baier op de tweede plaats was het zijn derde EK medaille, ook in 1931 en 1932 werd hij tweede. Erich Erdös veroverde net als in 1932 de derde plaats.
Bij de vrouwen veroverde Sonja Henie haar derde Europese titel opeenvolgend. EK debutante Cecilia Colledge veroverde de tweede plaats. Fritzi Burger beklom de derde positie op het erepodium, het was haar vierde medaille, in 1930 werd ze Europees kampioene en in 1931 en 1932 tweede.
Bij het paarrijden werden Idi Papez / Karl Zwack het derde paar dat de Europese titel veroverden. Het was hun tweede medaille, in 1932 werden ze derde. Lilly Gaillard / Willy Petter op plaats twee, veroverden hun derde medaille, in 1931 werden ze derde en in 1932 ook tweede. Het debutanten paar
Mollie Philips / Rodney Murdoch eindigden op de derde plaats.
| Discipline | Goud                   | Zilver                        | Brons                           |
| ---------- | ---------------------- | ----------------------------- | ------------------------------- |
| Mannen     | Karl Schäfer           | Ernst Baier                   | Erich Erdös                     |
| Vrouwen    | Sonja Henie            | Cecilia Colledge              | Fritzi Burger                   |
| Paren      | Idi Papez / Karl Zwack | Lilly Gaillard / Willy Petter | Mollie Philips / Rodney Murdoch |

## Uitslagen
| Goud   | Karl Schäfer (7)  | Vlag van Oostenrijk          |  |
| Zilver | Ernst Baier (5)   | Vlag van Duitsland           |  |
| Brons  | Erich Erdös (2)   | Vlag van Hongarije           |  |
| 4      | Jean Henrion (2)  | Vlag van Frankrijk           |  |
| 5      | William M. Clunie | Vlag van Verenigd Koninkrijk |  |

| Goud   | Sonja Henie (3)            | Vlag van Noorwegen           |  |
| Zilver | Cecilia Colledge           | Vlag van Verenigd Koninkrijk |  |
| Brons  | Fritzi Burger (4)          | Vlag van Oostenrijk          |  |
| 4      | Hilde Holovsky (3)         | Vlag van Oostenrijk          |  |
| 5      | Yvonne de Ligne-Geurts (4) | Vlag van België              |  |
| 6      | Liselotte Landbeck (2)     | Vlag van Oostenrijk          |  |
| 7      | Mollie Phillips            | Vlag van Verenigd Koninkrijk |  |
| 8      | Grete Lainer               | Vlag van Oostenrijk          |  |
| 9      | Gweneth Butler             | Vlag van Verenigd Koninkrijk |  |
| 10     | Esther Bornstein           | Vlag van Denemarken          |  |
| 11     | Margeret Thorpe            | Vlag van Frankrijk           |  |

| Er deden vijf paren uit twee landen mee. De beide Oostenrijkse paren namen voor de derde keer deel. De drie Britse paren maakten hun EK debuut. \| Goud \| Idi Papez (3) Karl Zwack (3) \| Vlag van Oostenrijk \| \| \| Zilver \| Lilly Gaillard (3) Willy Petter (3) \| Vlag van Oostenrijk \| \| \| Brons \| Mollie Phillips Rodney Murdoch \| Vlag van Verenigd Koninkrijk \| \| \| 4 \| Violet Supple Leslie Cliff \| Vlag van Verenigd Koninkrijk \| \| \| 5 \| Mrs. Burman A.P. Burman \| Vlag van Verenigd Koninkrijk \| \| |                                     |                              |    |
| Paren |                                     |                              |    |
| # | naam (deelname)                     | land                         | pc |
| Goud | Idi Papez (3) Karl Zwack (3)        | Vlag van Oostenrijk          |    |
| Zilver | Lilly Gaillard (3) Willy Petter (3) | Vlag van Oostenrijk          |    |
| Brons | Mollie Phillips Rodney Murdoch      | Vlag van Verenigd Koninkrijk |    |
| 4 | Violet Supple Leslie Cliff          | Vlag van Verenigd Koninkrijk |    |
| 5 | Mrs. Burman A.P. Burman             | Vlag van Verenigd Koninkrijk |    |

Medaillewinnaars

Mannen · 
Vrouwen ·
Paren · 
IJsdansen

Toernooi

1891 · 
1892 · 
1893 · 
1894 · 
1895 · 
1896-1897 · 
1898 · 
1899 · 
1900 · 
1901 · 
1902-1903 · 
1904 · 
1905 · 
1906 · 
1907 · 
1908 · 
1909 · 
1910 · 
1911 · 
1912 · 
1913 · 
1914 · 
1915-1921 · 
1922 · 
1923 · 
1924 · 
1925 · 
1926 · 
1927 · 
1928 · 
1929 · 
1930 · 
1931 · 
1932 · 
1933 · 
1934 · 
1935 · 
1936 · 
1937 · 
1938 · 
1939 ·
1940-1946 · 
1947 · 
1948 · 
1949 · 
1950 · 
1951 · 
1952 · 
1953 · 
1954 · 
1955 · 
1956 · 
1957 · 
1958 · 
1959 · 
1960 · 
1961 · 
1962 · 
1963 · 
1964 · 
1965 · 
1966 · 
1967 · 
1968 · 
1969 · 
1970 · 
1971 · 
1972 · 
1973 · 
1974 · 
1975 · 
1976 · 
1977 · 
1978 · 
1979 · 
1980 · 
1981 · 
1982 · 
1983 · 
1984 · 
1985 · 
1986 · 
1987 · 
1988 · 
1989 · 
1990 · 
1991 · 
1992 · 
1993 · 
1994 · 
1995 ·
1996 · 
1997 · 
1998 · 
1999 · 
2000 · 
2001 · 
2002 · 
2003 · 
2004 · 
2005 · 
2006 ·
2007 ·
2008 ·
2009 ·
2010 ·
2011 ·
2012 ·
2013 ·
2014 ·
2015 ·
2016 ·
2017 ·
2018 ·
2019 ·
2020 ·
2021 · 
2022 · 
2023 · 
2024 · 
2025

WK kunstschaatsen ·
WK kunstschaatsen junioren ·
Viercontinentenkampioenschap ·
Olympische Spelen